# Ancien site industriel de Mantasoa
L'Ancien site industriel de Mantasoa est un site historique et culturel situé au Madagascar dans la ville de Mantasoa .

## Description
L'ancien site industriel de Mantasoa revêt une importance historique, culturelle et touristique considérable, jouant un rôle central dans le développement local et régional. Le site industriel de Mantasoa est la première cité industrielle et ouvrière construite au pays. Le complexe industriel a été construit par Jean Laborde en contrat avec la reine Ranavalona Ire et a fait de Mantasoa une région très prospère durant l’époque royale. Le site est composé de plusieurs constructions en pierres, en briques et en bois. Baptisé "Soatsimanampiovana", ce nom, signifiant la beauté immuable, fut attribué par Jean Laborde à cette cité ouvrière. Il s'agissait du premier établissement de ce type à Madagascar, où étaient produits du fer, de la fonte, de la poudre, ainsi qu'une variété d'articles, dont du verre, du savon et des pots en terre cuite,.
Aujourd’hui le site est inscrit depuis le 15 février 2018 sur la liste indicative de l'UNESCO.

## Histoire
L'ancien site industriel de Mantasoa abrite les vestiges d'un développement révolutionnaire à Madagascar dans les années 1830. En cette époque, la première reine malgache, Ranavalona, aspirait à réduire sa dépendance à l'égard des puissances européennes et à produire son propre armement moderne.
Pour réaliser cet objectif, elle fit appel à Jean Laborde, un Français qui avait fait naufrage au large de Madagascar et possédait une expertise en ingénierie. Après avoir achevé avec succès son premier contrat avec les hauts dignitaires en 1836 sur la création des fusils. Il a signe un second contrat en 1837. Jean Laborde disait dans journal: "je fis un second contrat avec les hauts dignitaires malagasy pour créer une fonderie de canons en fonte de fer, une verrerie, une faïence, papeterie, sucrerie, raffinerie, indigoterie, savonnerie, magnanerie: je m'étais engage à faire plusieurs acides, l'alun, le sulfate de fer, le bleu de Prusse, etc..". L'essor de ces réalisations artisanales vont devenir le site industriel de Mantasoa,. 
Le centre industriel contraint 20 000 Malgaches au travail forcé, appelé aussi "fanompoana". Il fut utilisé pour développer le site, et ultérieurement, 1 200 hommes y trouvèrent un emploi dans les usines. Le site ne fut opérationnel que de 1841 à 1855, jusqu'à ce que Laborde tombe en disgrâce et s'exile.

## Présentation

### Localisation
L'ancien site industriel de Mantasoa est situé à une distance d'environ 74 kilomètres à l'est de la ville d'Antananarivo. Dans la région Analamanga, district de Manjakandriana.

### Les éléments du site

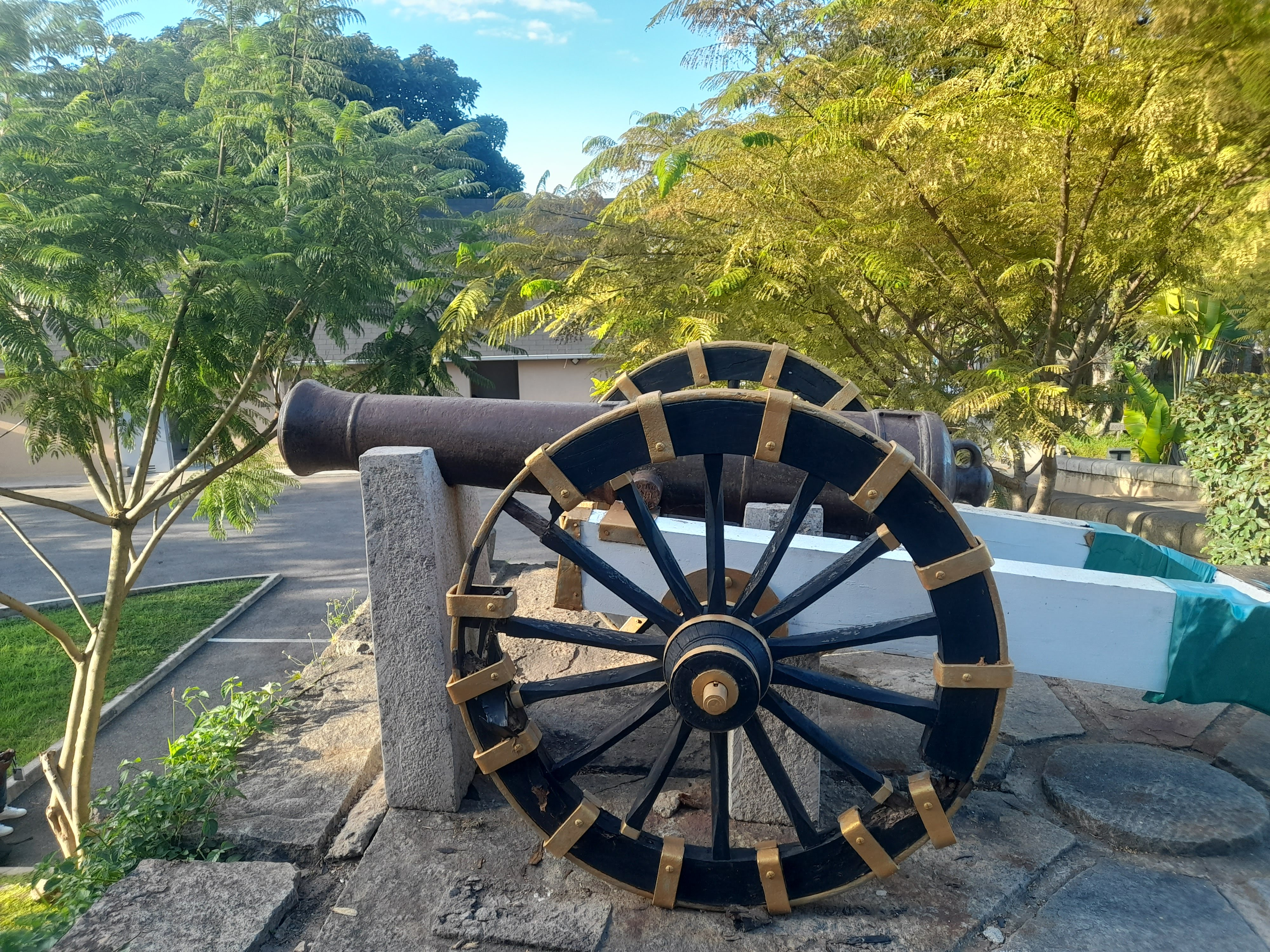

Le site est composé de plusieurs constructions en pierres, en briques et en bois.Le site marque les débuts des activités industrielles à Madagascar. À cette époque, Jean Laborde fit ériger un haut fourneau, des broyeurs, des forges et des fours à réverbère. De plus, le site abritait des installations pour la fabrication de fusils, la fonte de canons en fonte et en bronze, ainsi qu'une poudrerie.

#### Palais de la Reine
Le Rova de Mantasoa est construit au sommet d’une colline, entouré d’un vaste site ouvrier composé d’environ 3 000 maisons disposées en cercles concentriques. Seul le rova, édifié en bois, était surmonté d’une pierre.

#### Maison de Jean Laborde

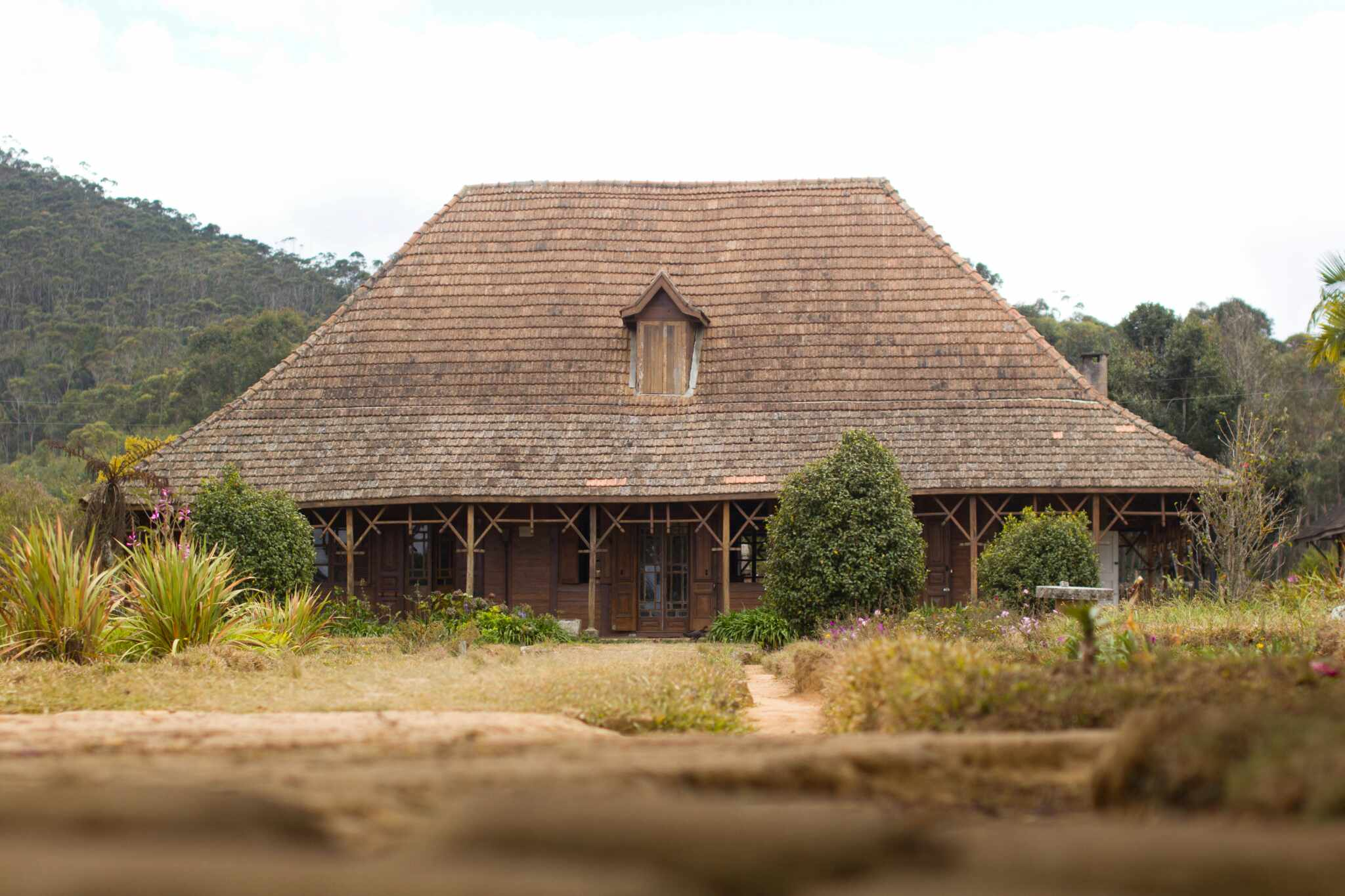
Maison Laborde, Mantasoa

La maison construite au milieu du XIXe siècle, qui a servi de résidence à Jean Laborde, est un bâtiment rectangulaire en bois de palissandre (Dalbergia), avec un toit à quatre pentes appelé "voriloha", typique de la région d'Auch, sa ville natale. Cette construction authentique présente une large véranda débordante. Le domaine comprend une imposante entrée dotée de marches, surmontées de deux symboles phalliques. De chaque côté de la maison principale se trouvent de plus petites maisons en pierre destinées aux ouvriers. La maison est aujourd'hui un musée, où les visiteurs sont accueillis par un guide local. La collection, bien que modeste, comprend une maquette du site industriel à son apogée et une carte illustrant le processus d'expédition des produits de Mantasoa à Antananarivo.
Maison de l’ingénieur français Jean Laborde. 
- Longitude : 47°50'18.1"E
- Latitude : 19°00'29.9"S

#### Tombeau de Jean Laborde
Construit aux alentours de 1845, à la suite de l'obtention d'une autorisation royale, le tombeau de Laborde est érigé au sommet d'une colline à Mantasoa, dénommé « Soamandrakizay » qui signifie Beauté éternelle. Ce mausolée, de forme carrée et de style hindou, se distingue par la présence de 10 piliers arrondis qui soutiennent 72 balustres. Sa façade est constituée de 12 rangées de pierres taillées de chaque côté et est ornée d'un symbole phallique supplémentaire. Comme un cimetière, le tombeau est entoure de sépulture individuelle ou s'y repose ses matelots.  

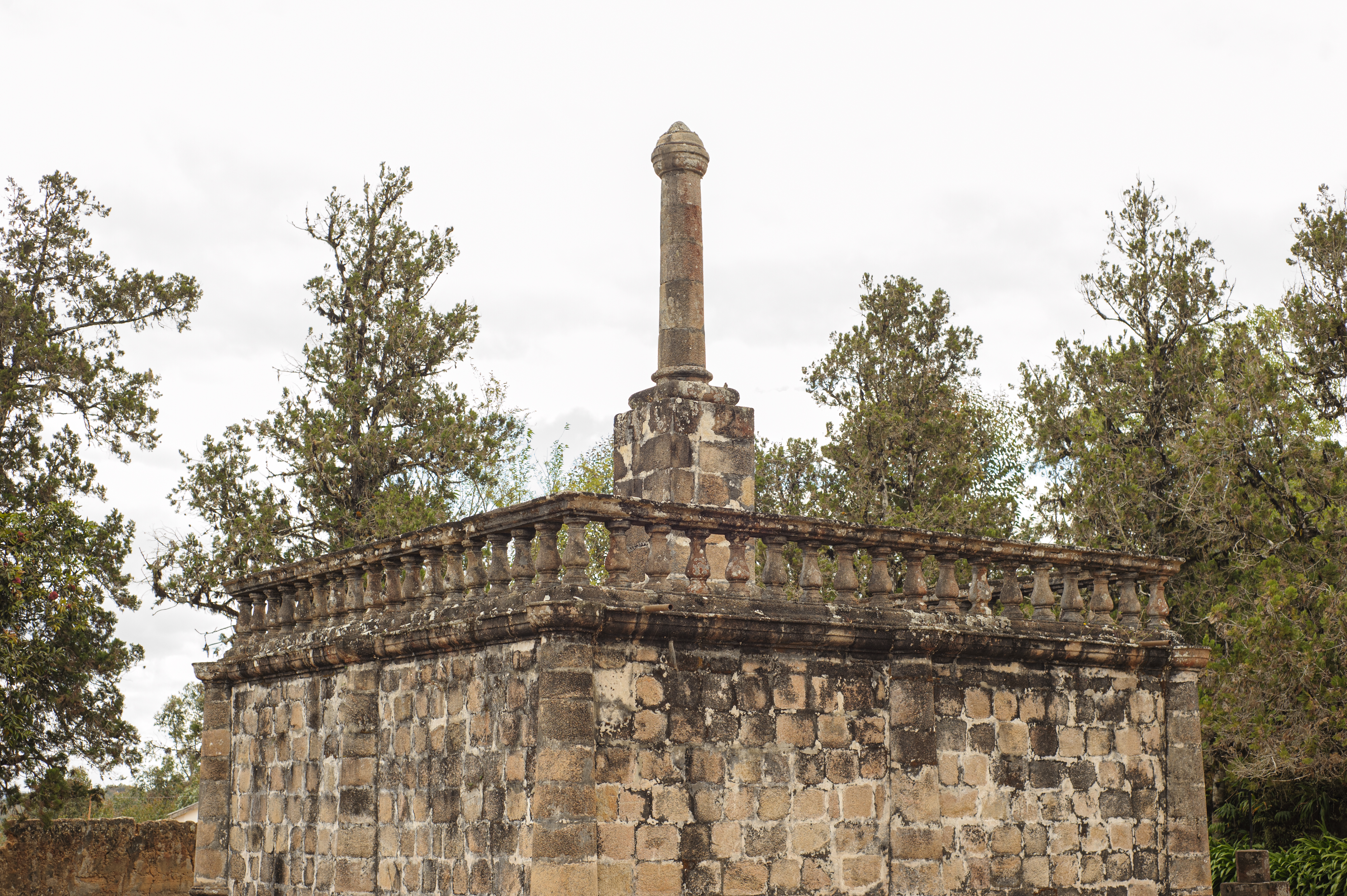
"Soamandrakizay", tombeau de Jean Laborde, Mantasoa

Liste des personnes inhumées dans la tombe:
- Une fille mort-née de Monsieur Cadet
- Monsieur Cadet
- Madame Campan, sœur de Laborde
- Jean Laborde, 27 décembre 1878
- Madame Cadet Marie Félicie, sœur de Laborde

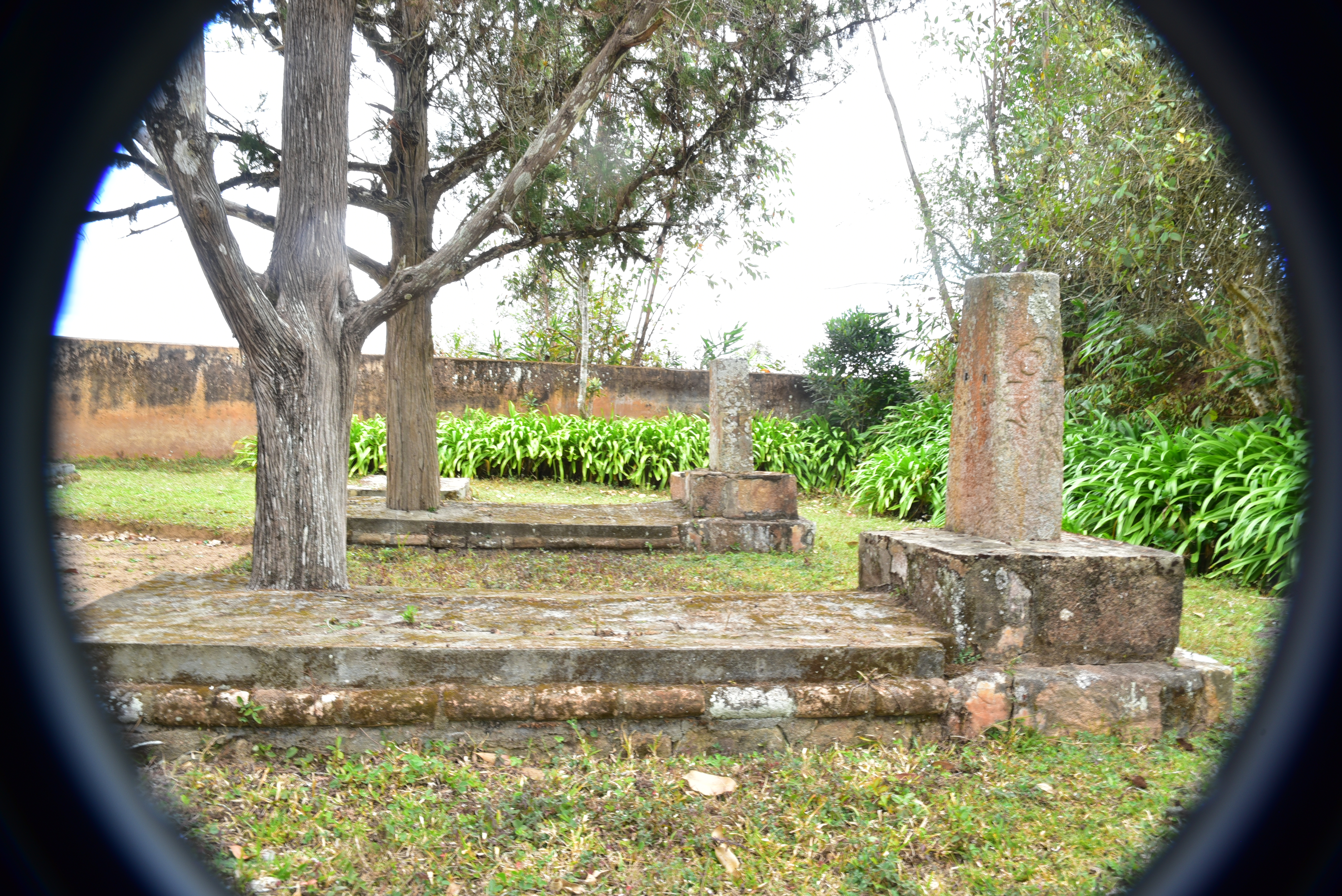
Sépulture individuel autour du tombeau de Jean Laborde

- Monsieur Campan
- Longitude : 47°50'03.6"E

- Latitude : 19°00'38.5"S

#### Haut fourneau
Le haut-fourneau est le plus impressionnant des vestiges industriels. Il était principalement utilisé pour la fabrication de canons et d'armes à feu et a été inauguré en 1841, ce n'est qu'en 1843 qu'il fonctionne pour la première fois. Apres 13 mois de travail, le premier canon fut achevé. En 1849, trente petits canons avaient été fabriqués et testés.
- Longitude :  47°49'55.3"E
- Latitude : 19°00'45.0"S

#### Four à cémenter
Four à Cémenter
- Longitude :47°50'03.0"E
- Latitude :  19°00'48.4"S

#### Bassin de la reine Ranavalona I
C'est un bassin aménagé utilisant des pierres sèches et de mortier de chaux.
Bassin de la Reine RANAVALONA I (1828 – 1861)
- Longitude : 47°50'12.8"E
- Latitude : 19°00'44.0"

### Justification de la Valeur Universelle Exceptionnelle
Sur le plan national, l'Ancien site industriel de Mantasoa se distingue comme un exemple unique de site industriel à Madagascar, présentant des caractéristiques historiques singulières. Sa spécificité, ou son "unicité", est manifeste à l'échelle nationale, étant donné l'absence d'autres sites comparables.
Critère (ii) : Ce site a marqué l'ère du XIXe siècle, une période caractérisée par l'expansion européenne, la conquête, les échanges commerciaux et le transfert de technologies industrielles, notamment avec la Révolution Industrielle, sur la route des Indes. Ces dynamiques ont engendré une multitude d'innovations, entraînant des changements profonds et un développement remarquable du Royaume de Madagascar (1817-1896). Les influences culturelles se sont manifestées à travers l'architecture, les matériaux utilisés, ainsi que l'adoption et le développement de nouvelles technologies telles que la métallurgie et la fabrication de poudre et de fusils. Parallèlement, des savoir-faire en construction et en gestion de l'eau ont été transmis. En somme, l'établissement de ce site a transformé le paysage intérieur de l'île, créant ainsi un paysage industriel distinctif.
Critère (iv) : La cité industrielle de Jean Laborde a été aménagée et tournait par le biais de corvées, travail obligatoire d’hommes valides des villages environnants sur ordre de la Reine. Ces corvées similaires à l’esclavage ont marqué toute la période royale en Imerina pour la construction de grands édifices dont le Palais de la Reine de cinq étages construit entièrement en bois par Jean Laborde (1839).

### Déclarations d’authenticité et/ou d’intégrité
L'ensemble des monuments constituant l'Ancien Site Industriel de Mantasoa est désormais sous la responsabilité d'une association culturelle dénommée "Association Amis de Jean Laborde". Cette association a pour mission de valoriser ce site culturel, qui comprend la maison de Jean Laborde transformée en musée, bibliothèque ou centre de lecture.
Les différentes composantes du site sont toujours visibles, notamment la maison de Jean Laborde, le tombeau, le haut fourneau, l'atelier à canons, l'usine de fabrication des bougies, des savons et des faïenceries, ainsi que le four à cémenter et la piscine de la reine. Certains de ces monuments sont aujourd'hui utilisés par des institutions à vocation technique, comme le Lycée Technique qui occupe l'atelier à canons et l'usine de fabrication de bougies, de savons et de faïencerie.